# 捷克参议院
捷克共和国议会参议院（捷克語：Senát Parlamentu České republiky）是捷克两院制议会的上议院，地址位于布拉格的华伦斯坦宫。
议院由81名议员组成，在單議席選區根据两轮选举制选举产生。參議員每屆任期為6年，每兩年改選三分之一席位。

## 权力
在立法方面处于次要地位。